# Robczik (mijanka)
Robczik (ros. Робчик) – mijanka i przystanek kolejowy w pobliżu miejscowości Korżowka-Gołubowka, w rejonie klinieckim, w obwodzie briańskim, w Rosji. Położona jest na linii Briańsk - Homel.
Nazwa pochodzi od pobliskiej miejscowości Robczik.